# Dansk Fodbolddommer-Union
Dansk Fodbolddommer-Union (eller DFU) er en sportsorganisation for danske fodbolddommere, som blev stiftet den 28. maj 1944. Foreningen kalder sig også Danske Fodbolddommere på deres hjemmeside.
Unionens primære formål er at varetage landsdelsorganisationernes og deres medlemmers interesser overfor Dansk Boldspil-Union, boldspil-unionerne, fodboldklubberne, spillere, pressen, andre sammenslutninger m.v.
Unionen udgiver et par gange om året bladet Fodbolddommeren.

## Landsdelsorganisationer
De lokale landsdelsorganisationer tilknyttet DFU dækker områderne for de seks lokale boldspil-unioner. Fodbolddommerklubbernes medlemmer skal bære DFUs logo på dommerdragten over venstre bryst. Grønlands Fodbolddommer-Union (GFU) og Fodbolddommerforeningen på Færøerne kan endvidere blive optaget som associeret medlemmer.
- Jydsk Fodbolddommer-Union (JFU)
- Sjællands Fodbolddommer-Union (SFU)
- Bornholms Fodbolddommerklub (BFK)
- Fyns Fodbolddommer Klub (FFK)
- Københavns Fodbolddommerklub (KFD)
- Lolland-Falsters Fodbolddommerklub (LFFK)
- Grønlands Fodbolddommer-Union (GFU, associeret medlem)

## Ekstern henvisning
- DFU's officielle hjemmeside